# Santo Domingo de Pirón
Santo Domingo de Pirón – gmina w Hiszpanii, w prowincji Segowia, w Kastylii i León, o powierzchni 27,64 km². W 2011 roku gmina liczyła 58 mieszkańców.